# Šišići (Kotor)
Pour les articles homonymes, voir Šišići.
Šišići (en serbe cyrillique : Шишићи) est un village du sud-ouest du Monténégro, dans la municipalité de Kotor.

## Démographie

### Évolution historique de la population
| 1948 | 1953 | 1961 | 1971 | 1981 | 1991 | 2003 |
| ---- | ---- | ---- | ---- | ---- | ---- | ---- |
| 373  | 369  | 364  | 338  | 252  | 66   | 94   |